# 鴨神社 (川西市)

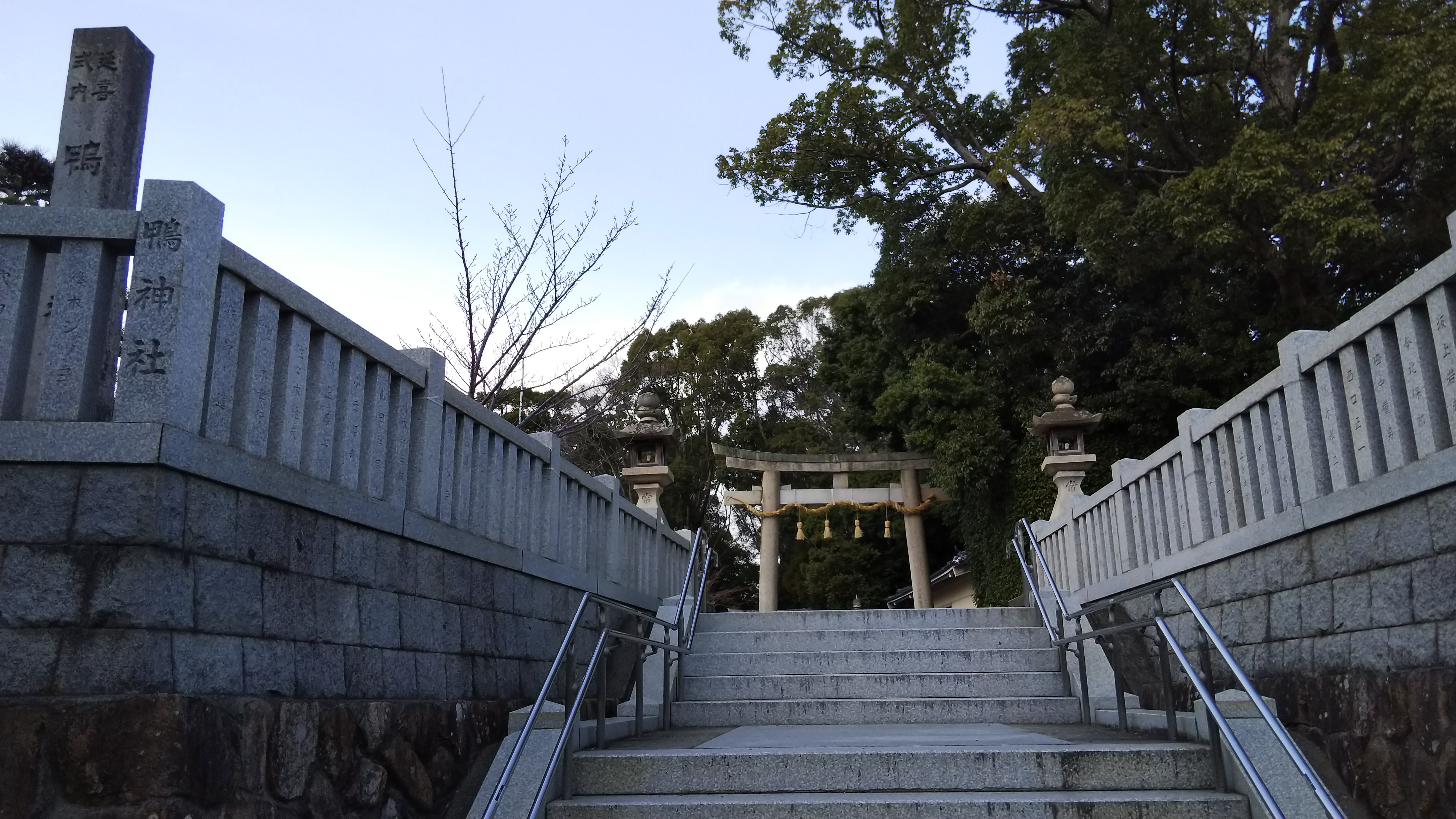
境内入口

鴨神社（かもじんじゃ）は、兵庫県川西市加茂にある神社。摂津国河辺郡の式内社で、旧社格は郷社。

## 歴史
姓氏録にある摂津国神別の「鴨祝部」の祖神を祀ったもので、天明年間（1781年～1788年）の火災により記録は失われているが、宇多天皇の皇孫篠の君が奉納したと伝える白羽の矢一筋を所蔵している。
- 明治6年（1873年）8月村社となる。
- 明治14年（1881年）2月郷社に昇格す。
- 昭和45年（1970年）社殿を新築[1]。

## 祭神
- 別雷神

## 境内社
境内社の祭神については2019年現在一切不明。(宮司からの聞き取り)出典不明の祭神が書かれているが敢えて記事として参考までに残す。
- 春日神社 手力雄命
- 天照皇大神社 日若宮尊
- 愛宕神社 天香具土神
- 多賀神社 大国主神
- 荒神社 天香具土神
- 熊野神社 伊弉諾尊
- 稲荷神社 大月姫命
- 八幡神社 応神天皇
- 松尾神社 八十神

## 境内

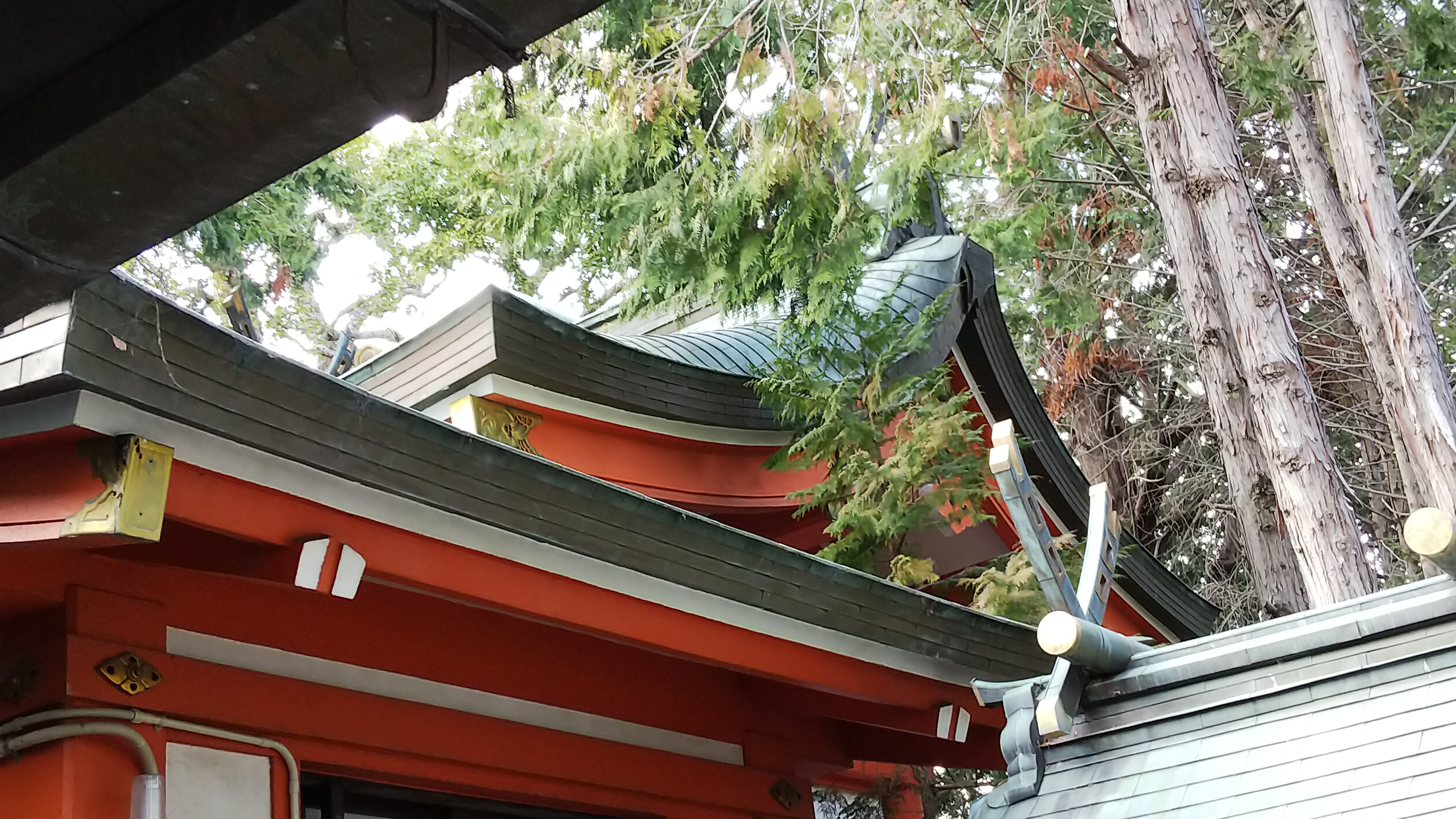
本殿
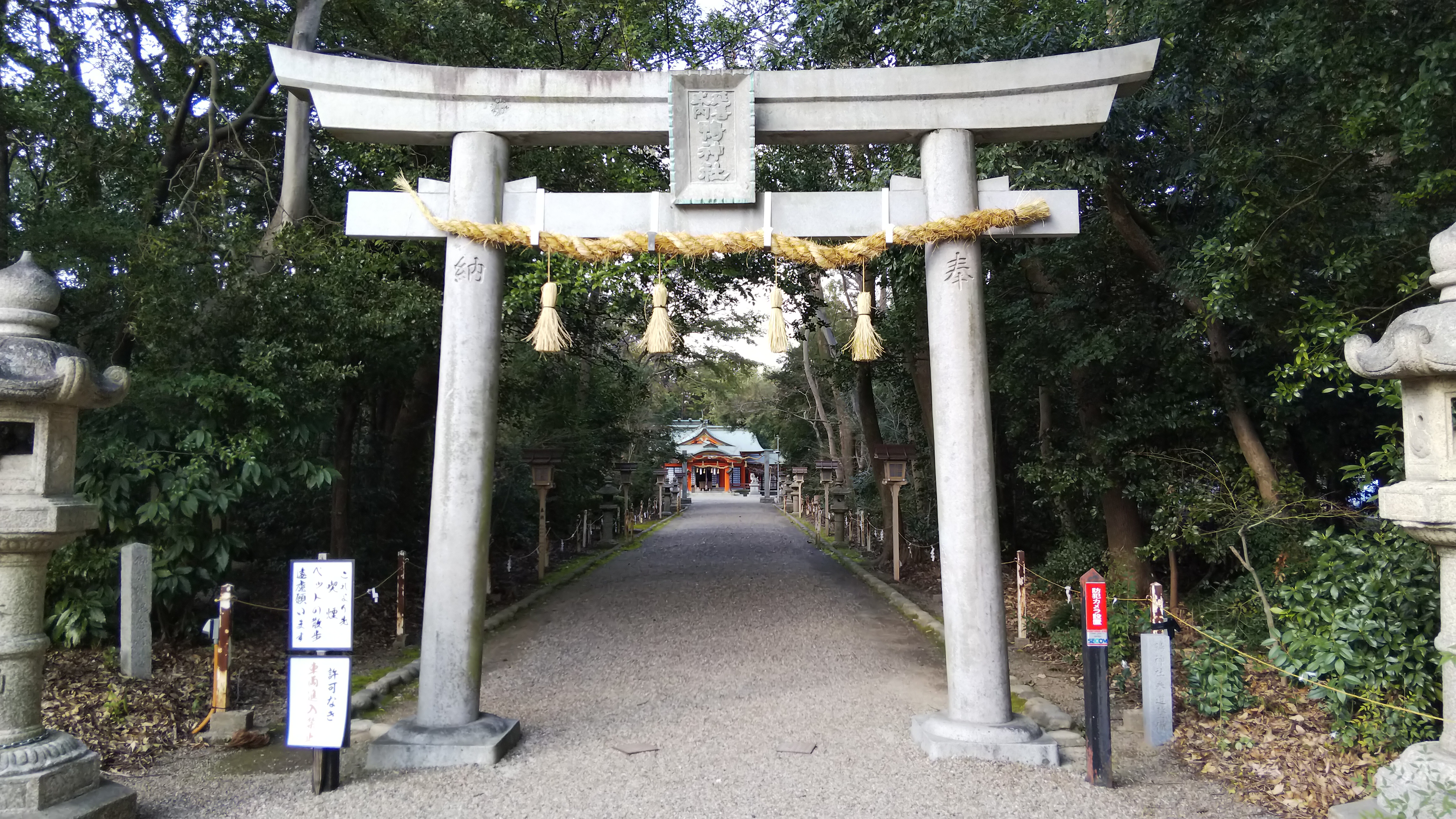
参道
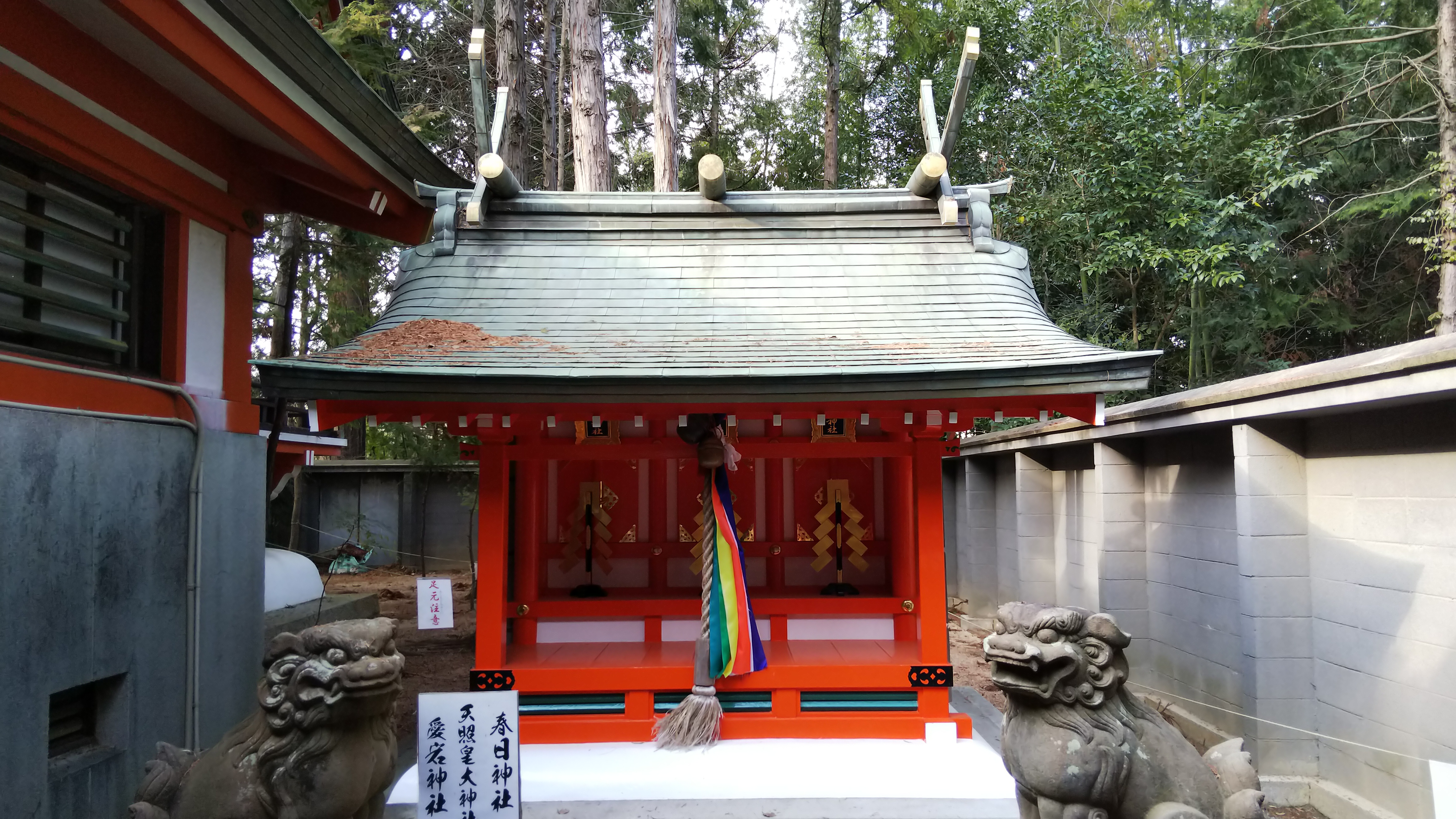
境内社（右）
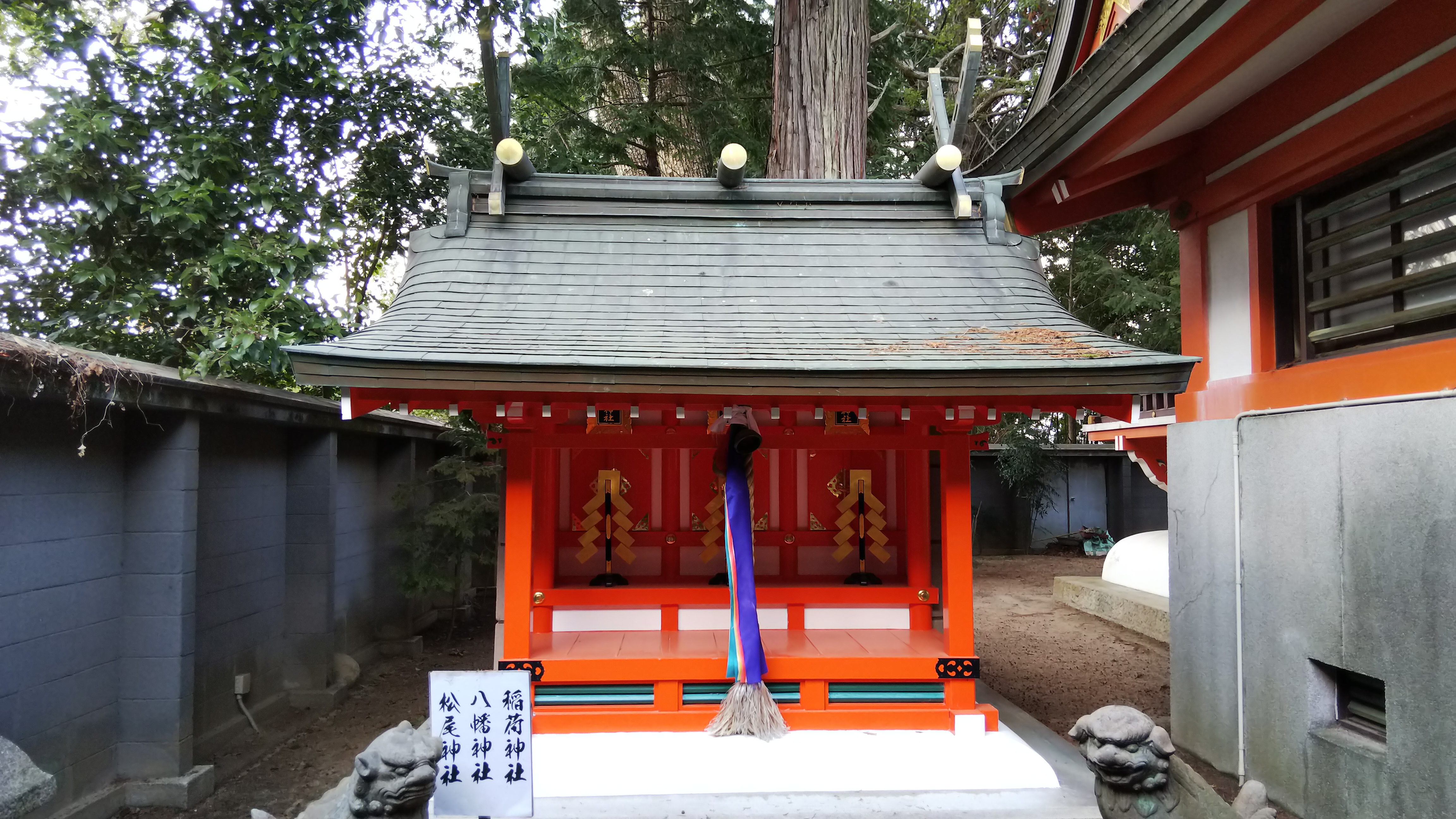
境内社（左）
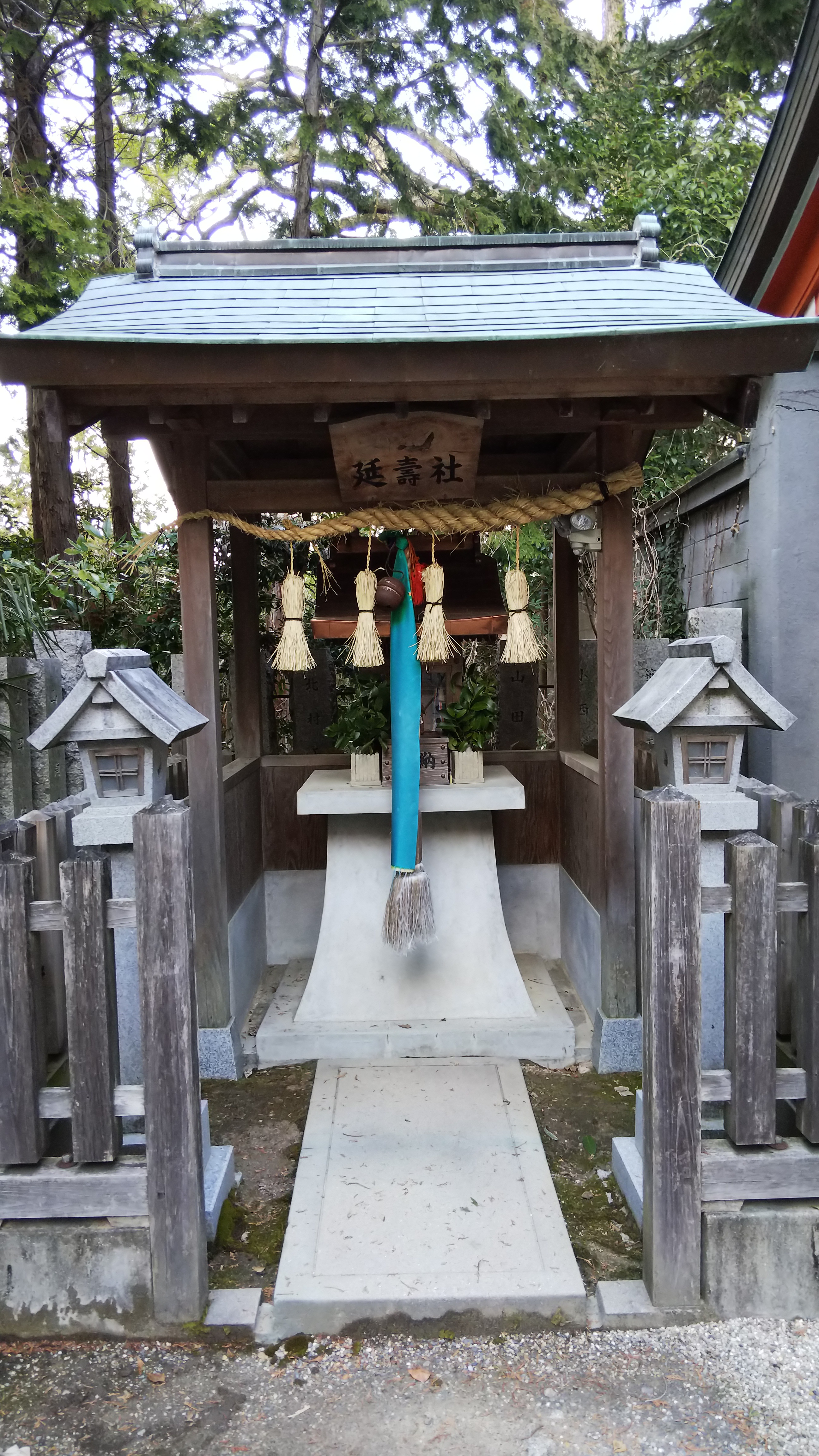
延寿社
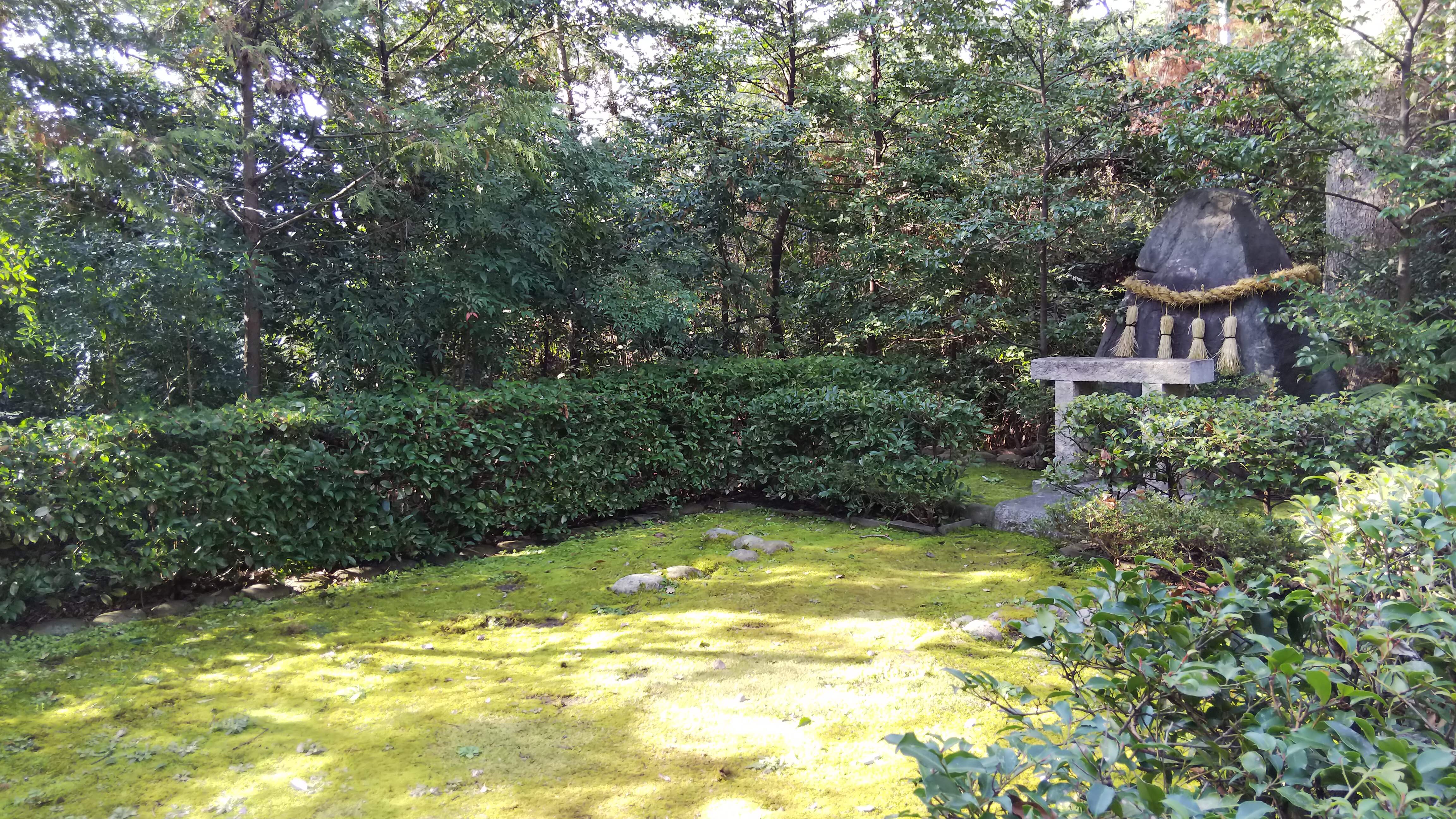
祓所

## 史跡
- 加茂遺跡 （国の史跡、平成12年7月31日指定）

旧石器・縄文時代から平安時代にかけての集落跡。出土遺物は川西市文化財資料館に展示。

## 交通アクセス
- 西日本旅客鉄道福知山線川西池田駅下車、徒歩8分